# Клайндубрау
Клайндубрау или Ма́ла-Ду́брава (нем. Kleindubrau; в.-луж. Mała Dubrawa) — деревня в Верхней Лужице, Германия. Входит в состав коммуны Гросдубрау района Баутцен в земле Саксония. Подчиняется административному округу Дрезден.

## География
Соседние населённые пункты: на севере — административный центр коммуны Гросдубрау, на юго-востоке — деревня Брезынка коммуны Мальшвиц, на юге — деревня Йешицы и на юго-западе — деревня Хвачицы.

## История
Впервые упоминается в 1419 году под наименованием Dubra parva.
До 1936 года была административным центром одноимённой коммуны. С 1936 года входит в современную коммуну Гросдубрау.
В настоящее время деревня входит в состав культурно-территориальной автономии «Лужицкая поселенческая область», на территории которой действуют законодательные акты земель Саксонии и Бранденбурга, содействующие сохранению лужицких языков и культуры лужичан.
Исторические немецкие наименования.
- Dubra parva, 1419
- Klein Dubraw, 1527
- Klein Dubra, 1768

## Население
Официальным языком в населённом пункте, помимо немецкого, является также верхнелужицкий язык.
Согласно переписи 1900 и 1925 годов численность серболужицкого населения от общего числа жителей составляла соответственно 82,6 % и 77,8 %.
.
| 1834 | 1871 | 1890 | 1910 | 1925 |
| ---- | ---- | ---- | ---- | ---- |
| 50   | 44   | 38   | 50   | 54   |

## Известные жители и уроженцы
- Густа Гатас (1842—1901) — серболужицкий поэт.